# Carlos Tovar (football)
Pour les articles homonymes, voir Tovar.
Carlos Francisco Tovar Venegas (2 avril 1914 – 15 juin 2006) est un footballeur péruvien qui évoluait au poste de milieu de terrain.

## Biographie

### Carrière en club
Carlos Tovar évolue à l'Universitario de Deportes de 1932 à 1943. Il y joue 125 matchs au total et remporte trois titres de champion du Pérou en 1934, 1939 et 1941.

### Carrière en équipe nationale
International péruvien, Carlos Tovar dispute 15 matchs avec sa sélection (aucun but marqué) entre 1935 et 1939. 
Au cours de cette période, il a l'occasion de disputer les championnats sud-américains de 1935, 1937 et 1939, ce dernier en tant que capitaine de l'équipe du Pérou championne d'Amérique du Sud. Il fait également partie de l'équipe du Pérou disputant les JO de 1936 à Berlin.

### Décès
Retiré du milieu du football, Carlos Tovar meurt dans son domicile à Chancay, une commune située à 75 km au nord de la capitale Lima, le 15 juin 2006.

## Palmarès
| Universitario de Deportes - Championnat du Pérou (3) : - Champion : 1934, 1939 et 1941. |  | Pérou - Championnat sud-américain (1) : - Vainqueur : 1939. - Jeux bolivariens (1) : - Vainqueur : 1938. |